# Hahndreier
Hahndreier, Hanrey oder Hanrei ist ein dänisches und norddeutsches Kinder- und Familien-Kartenspiel aus dem 18. Jahrhundert, das in manchen Ländern immer noch gespielt wird.

## Name
Das Spiel wird in der Literatur unter zahlreichen verschiedenen Schreibweisen aufgezeichnet, darunter: Hahndrei, Hahndrei um’n lüchter, Hahndreier um’n lüchter, Hahndreier, Hahndreih, Hahndreiher, Hahnendreher um Schluck, Hahnenrei, Hahnrei, Hahnrei mit Naklapp, Hahnrei-Racker, Hahnrei un Racker, Hahnrei up'n Barg, Hahnrei verdeckt, Hahnreier, Hohn, Hohnendreier um Sluk und Hohnendreier um een Schluch. Varianten sind bedregn, bedregen or bedreegten Hahnrei, neli Hahn, Nieschierei und verdeckten Hahnrei. Ein anderer Name ist „Racker“.

## Geschichte
Als „Hahnrey“ erscheint es in einer Liste von Spielen, die in einem Gedicht von Johann Christian Trömer aus dem Jahr 1755 eingebettet sind. 1795 war es im Schwedisch-Livland und im Estland eindeutig bekannt und wurde von Hupel mit dem russischen Spiel Durak gleichgesetzt, obwohl die bekannten Regeln der beiden Spiele ziemlich unterschiedlich sind.
Im 19. Jahrhundert kam Hahndreier in ganz Norddeutschland vor. Beispielsweise war es an langen Winterabenden im Holsteiner Dorf Hardebek um 1800 eines der beliebtesten Kartenspiele neben anderen wie Solo, Sechsundsechzig, Brusbart, Schwarzer Peter und Hartenlena. In den 1840er Jahren war es eines der beliebtesten Spiele in Stralsund. In Grimms Wörterbuch von 1877 wird es als in Mecklenburg, Pommern und „im Göttingischen“ (Region Göttingen) gespielt beschrieben, und war in Dänemark als „Hanrei“ bekannt.
Zu Beginn des 20. Jahrhunderts wurde es noch in Dithmarschen und Stapelholm an der holsteinischen Nordseeküste gespielt und in den Nachkriegsjahren erinnert sich Christa Bohlmann aus Holsten an „Hohnendreier um een Schluck“ mit ihren Großeltern.
Heute gibt es Hinweise darauf, dass es immer noch an einiger Orten gespielt wird, beispielsweise in Wachendorf (Syke) direkt jenseits der schleswig-holsteinischen Grenze in Niedersachsen unter dem Namen „Hohnendreier um Sluk“ oder „Hohnendreier um'n Sluck“, wobei der Verlierer einen Schluck Schnaps trinken darf.
Die frühesten Regeln erscheinen 1802 in Jørgensens dänischem Spielbuch unter dem Namen „Hanrey“. Dies wurde 1829 nachgedruckt. 1847 verzeichnet Martin Schwartz „Hanrei“ zusammen mit ein paar Varianten. Deutsche Beschreibungen erscheinen erst im frühen 20. Jahrhundert und sind leider ausnahmslos unvollständig.

## Hanrey
In Dänemark wird das Spiel Hanrey oder Hanrei genannt. Das Normalspiel heißt Einfacher Hanrey (Simple Hanrey oder Enkelt Hanrei). Darüber hinaus werden zwei Varianten beschrieben: Doppel Hanrey (Dobbelt Hanrei) oder Langer Hanrey (Lang Hanrey) und Bunker-Hanrey (Bunke-Hanrei). Jørgensen (1802, 1829) beschreibt die ersten beiden; Schwartz (1849) behandelt die dritte und schreibt sie „Hanrei“. Im Folgenden findet sich eine Zusammenfassung ihrer Regeln.

### Einfacher Hanrey
Einfacher Hanrey wird am besten von zwei bis vier Spielern gespielt, wobei 36 französische Karten vom Ass bis zur Sechs verwendet werden. Das Kartenspiel wird gut gemischt, aber nicht abgehoben. Der Kartenspieler gibt jeweils 3 Karten und deckt die nächste als Trumpf auf. Die restlichen Karten werden verdeckt als Stapel gestapelt.
Wenn zwei spielen, spielt die Vorhand (Nicht-Geber) eine beliebige Karte zum ersten Stich aus. Wenn der Geber diese Karte weder mit einem Trumpf noch mit einer höheren Karte der ausgespielten Farbe stechen kann, muss er sie aufnehmen, und Vorhand spielt weiter aus, bis er gestochen wird. Solange noch Karten im Stapel sind, füllen Spieler mit weniger als 3 Karten ihre Karten auf, zuerst der Spieler, der den Stich gezogen hat, und dann der Gegner, und so geht es weiter, bis keine Karten mehr im Stapel sind.
Wenn drei oder vier spielen, Vorhand spielt aus. Der zweite muss die ausgespielte Karte wenn möglich stechen, andernfalls muss er sie aufnehmen. Wenn die Karte gestochen werden kann, muss der dritte die vorherige Karte stechen und so weiter. Wer die letzte Karte im Stich nicht stechen kann, nimmt den Stich auf und der vorherige Spieler spielt weitere Karten aus, bis eine gestochen wird.
Wer als letzter eine Karte auf der Hand hat, hat verloren, auch wenn er damit den Stich gewinnen könnte.

### Doppel Hanrey oder Langer Hanrey
Jørgensen nennt es bloß Lang Hanrey und sagt, dass es am besten unter zwei gespielt wird; Schwartz bezeichnet es als Doppel Hanrey (Dobbelt Hanrei). Alles ist wie beim Einfachen Hanrey, außer dass die Spieler die Stiche behalten, die sie machen, und immer mit der höchsten Karte auf der Hand stechen müssen. Wenn der Stapel aufgebraucht ist, behalten die Spieler ihre Handkarten, nehmen ihre Stiche auf und das Spiel geht weiter. Derjenige, der den letzten Stich gemacht hat, spielt aus, und Trümpfe stechen hier wie zuvor. Zwei, drei, vier Karten können gleichzeitig gespielt werden, wenn sie den gleichen Rang haben, und eine weitere Karte kann hinzugefügt werden, um Einzelkarten abzulegen. Ein Spieler, der beispielsweise einen Satz aus vier Sechser spielt, kann mit einem König, einer Dame oder einer anderen Karte nachlegen; wenn sie nicht alle gestochen werden können, müssen die ungestochenen Karten aufgenommen werden, und der Spieler, der den Satz ausgespielt hat, spielt wieder aus. Wer die letzte Karte auf der Hand hält, hat verloren.

### Bunker Hanrey
Diese Variante wird nur von Schwartz beschrieben. Beim Bunker Hanrey wird der zweite Stich auf den ersten Stich gelegt, der nächste darauf und so weiter. Ein Spieler, der die gespielte Karte nicht stechen kann, muss den gesamten Stapel aufnehmen. Ansonsten wird wie gewohnt gespielt und wer am Ende den ganzen Stapel aufnehmen muss, hat verloren. „Bunker“ ist ein dänisches und niederdeutsches Wort eines Kartenstapels.

## Hahndreier
Deutsche Beschreibungen des Spiels sind spärlich und unvollständig. 1906 erinnerte sich Fabricius: „Hahnrei war zu meiner Kinderziet Mitte der 1840er in Stralsund, wenn Erwachsene den Kindern zulieb Karten mit ihnen spielten, eins der beliebtesten Kartenspiele, viel schöner als Arm Kramer und beinah so schön wie Schwarzer Peter.“ Seine Mutter brachte seinen Kindern das Spiel in den späten 1870er und frühen 1880er Jahren ebenfalls bei. Die folgende Übersicht basiert auf ihren Erinnerungen.
Es müssen mehr als 2 Spieler dabei sein. Jeder erhält 3 Karten, der Rest wird als Nachziehstapel auf den Tisch gelegt und die oberste Karte als Trumpfkarte aufgedeckt. Wenn man die Karte, die der Vorgänger ausgespielt hat, nicht stechen kann, muss man eine weitere Karte ziehen, der nächste Spieler spielt dann eine Karte aus. Ein Stich wird nur dann abgelegt, wenn so viele Karten wie Spieler vorhanden sind; jeder muss nach Möglichkeit Farbe bekennen (also Farbzwang), andernfalls muss er einen Trumpf spielen, wenn er kann (Trumpfzwang). Wer zuletzt allein mit Karten in der Hand übrig bleibt, muss soviel mal, als er Karten in der Hand behalten hat, krähen. Man nannte das Spiel Hahndrei, wahrscheinlich, weil jeder 3 Karten hatte.

### Bedregen Hahnrei
Eine deutsche Variante ist Bedregen Hahnrei, im südlichen Dithmarschen einfach als Hahndreier, Hahnreier oder Niescherei bekannt. Den Spielern wurden je 3 Karten ausgeteilt und sie füllten ihre Karten immer vom Stapel auf, wenn sie unter 3 fielen. Die erste Karte wird offen gespielt, die zweite verdeckt, die dritte offen und so weiter. Jede gespielte Karte muss die vorherige stechen. Wenn jemand vermutet, dass eine verdeckte Karte nicht eigentlich gestochen hat, ruft dieser Spieler „bedrogn!“ oder „Niescherei!“. Wenn richtig, nimmt der Spieler, der die Karte gespielt hat, den gesamten Stapel auf; wenn falsch, nimmt ihn der Herausforderer auf. Der erste Spieler, der alle Karten ablegt, ist der Gewinner.
Otto Mensing bestätigt, dass Hahnrei auch Hahndreih, Hahndreiher oder Hahnenrei genannt wird. Die betrügerische Version war bedregen Hahnrei oder bedreegten Hahnrei, verdeckten Hahnrei (auf Fehmarn), Hahnrei verdeckt, Hohn oder Hahnrei-Racker (in Angeln), Hahnrei un Racker (in Flensburg), Hahnrei mit Naklapp oder Hahnrei up'n Barg (Kh.). Es war früher sehr beliebt, aber dann (1929) wenig bekannt. Er räumt ein, dass die Regeln variieren. Normalerweise werden jedem Spieler drei Karten ausgeteilt und die nächste Karte wird als Trumpf aufgedeckt, der Reststapel bleibt verdeckt. Karten stechen sich gegenseitig auf Grundlage ihres Nennwerts und Spieler füllen ihre Karten aus dem Stapel auf. Karten werden verdeckt gestochen; ein Spieler, der an der Richtigkeit einer gespielten verdeckten Karte zweifelt, klopft auf den Tisch und ruft „nieli“. Wer falsch liegt, nimmt den Stapel auf. Der Spieler, der am Ende noch Karten hat, ist der Hahndreier. Manchmal wird das Spiel auch neli Hahn genannt, wer noch Karten hat, ist ein „Hahn“ und ruft beim Aufwachen am nächsten Morgen dreimal „Kikeriki!“.